# BD-08 2582
BD-08°2582 est un système stellaire binaire situé à 14,5 parsecs (47,3 années-lumière) de la Terre.
L'étoile principale, BD-08 2582 A, est une naine orange-rouge de type spectral K7-M0.
Le compagnon, BD-08 2582 B, est une étoile naine rouge de type spectral M6.
Les deux étoiles sont séparées d'environ 8 secondes d'arc, soit environ 122 unités astronomiques à la distance où elles sont.